# Мецаторе ди Сан Мауро Чиленто (Салерно)
Мецаторе ди Сан Мауро Чиленто је насеље у Италији у округу Салерно, региону Кампанија.
Према процени из 2011. у насељу је живело 39 становника. Насеље се налази на надморској висини од 15 м.